# 桃生豊里インターチェンジ
桃生豊里インターチェンジ（ものうとよさとインターチェンジ）は、宮城県石巻市桃生町太田にある三陸沿岸道路のインターチェンジである。2007年（平成19年）6月9日に河北IC - 桃生津山IC間の開通にあわせて設置された。
ここから仙台方面は完成4車線に、宮古方面は暫定2車線となる。

## 道路

### 本線
- E45 三陸沿岸道路（13番）
  - 矢本石巻道路
  - 桃生登米道路

### 接続道路
- 宮城県道30号河北桃生線

## 料金所
無料区間のためなし。

## 隣
E45 三陸沿岸道路
(12) 河北IC - (13) 桃生豊里IC - (14) 桃生津山IC